# Вигоново
Вигоново (итал. Vigonovo) — коммуна в Италии, располагается в провинции Венеция области Венеция.
Население составляет 8766 человек (на 2004 г.), плотность населения составляет 671 чел./км². Занимает площадь 12 км². Почтовый индекс — 30030. Телефонный код — 049.
В коммуне 15 августа особо празднуется Успение Пресвятой Богородицы.